# Cerkiew św. Wielkiego Męczennika Jerzego Zwycięzcy w Szmańkowczykach
Cerkiew św. Wielkiego Męczennika Jerzego Zwycięskiego w Szmańkowczykach – cerkiew prawosławna (Kościół Prawosławny Ukrainy), we wsi Szmańkowczyki (hromada Zawodśke, rejon czortkowski, obwód tarnopolski) na Ukrainie.

## Historia
Przez długi czas Szmańkowczyki należały do parafii w Szmańkowcach. We wsi znajdowała się kaplica (1872), pod którą pochowano dawnych dziedziców. Prawo do korzystania z niej mieli także ukraińscy grekokatolicy.
W 1996 roku została poświęcona nowo wybudowana kamienna cerkiew.